# 戴维·菲利普斯
戴维·菲利普斯（英語：David Phillips，1977年10月28日—），新西兰男子竞技体操运动员。他曾代表新西兰参加1998年英联邦运动会体操比赛，获得男子自由体操铜牌。他也曾参加2000年夏季奥运会。